# Domino's Pizza
Domino's Pizza es una empresa estadounidense de restaurantes de comida rápida, especializada en la elaboración de pizzas. Tiene su sede en Ann Arbor, Míchigan. Fue fundada por Tom Monaghan y James Monaghan en 1960, quienes abrieron su primera pizzería en Ypsilanti. En la actualidad cuenta con más de 14 500 establecimientos (más de 5000 tan solo en Estados Unidos, la mayor de este país, superando a Pizza Hut y Little Caesars) y está establecida en 89 países y territorios. El máximo accionista desde 1998 es el fondo de capital riesgo Bain Capital.

## Historia

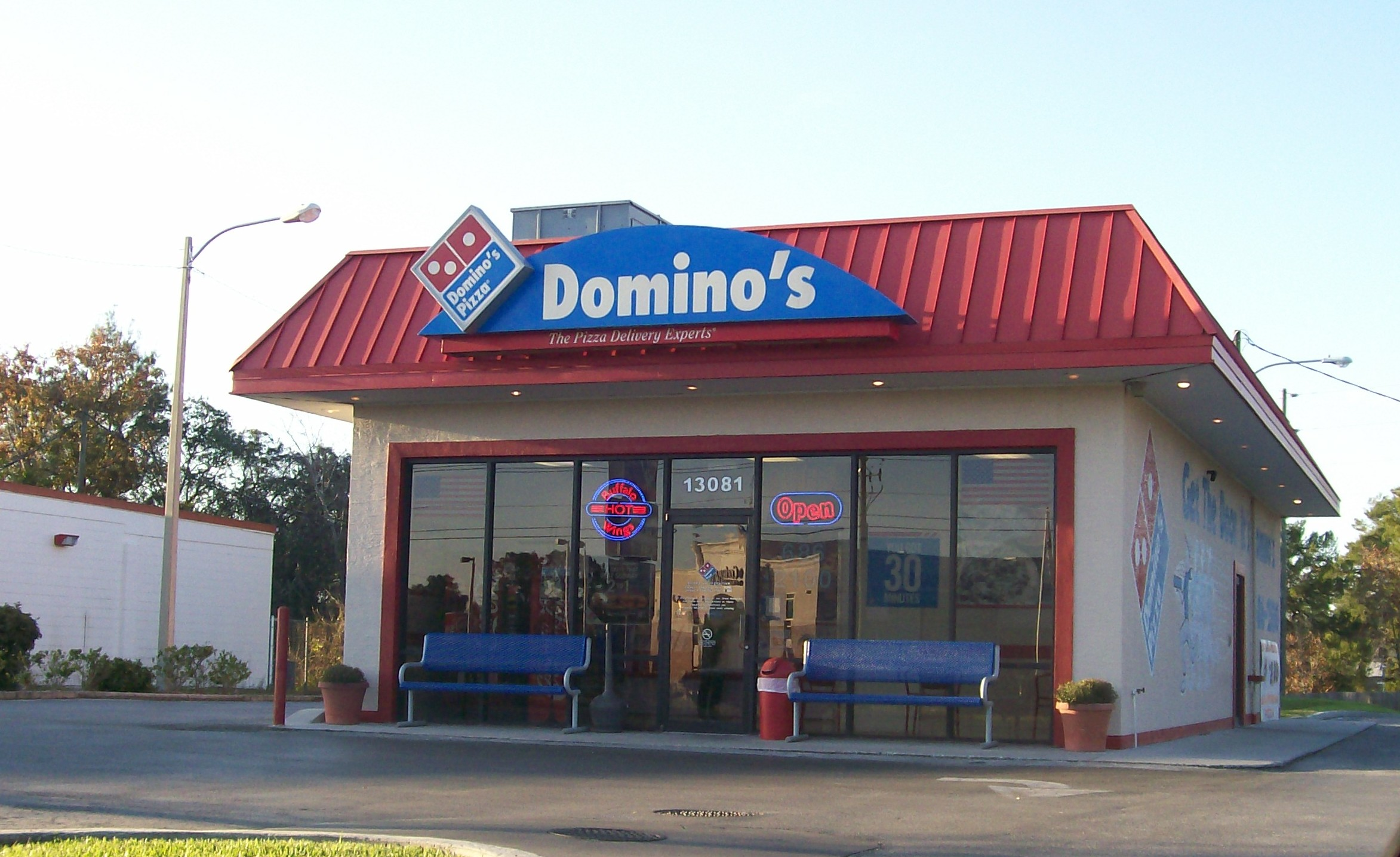
Establecimiento de Domino's Pizza en Spring Hill, Florida.

Los orígenes de la actual Domino's se remontan al 10 de junio de 1960, cuando Tom Monaghan y su hermano James compraron la pizzería «DomiNick's», con una inversión inicial de 900 dólares. El local estaba situado en Ypsilanti, Míchigan, próximo a la Universidad de Míchigan Oriental, y la idea de Tom era vender pizzas a domicilio a los estudiantes de las residencias cercanas. Aquella experiencia no marchaba como tenían previsto, por lo que James vendió a su hermano la mitad del negocio por el Volkswagen Sedán que utilizaban para los repartos.
A pesar de todo, Tom Monaghan se mantuvo al frente del restaurante y tomó decisiones importantes para su futuro, como reducir la carta de productos y establecer un reparto a domicilio gratuito. Después de adquirir dos restaurantes más en Ypsilanti y Ann Arbor a un empresario local, en 1965 renombró sus tres locales como «Domino's Pizza». La razón que motivó ese cambio fue que el antiguo propietario de DomiNick's quería recuperar la marca, por lo que Tom buscó un nombre alternativo que apareciese por debajo en las páginas amarillas. El logotipo es una ficha de dominó que simboliza los tres locales originarios.
Al poco tiempo de fundarse Domino's, Monaghan se centró en expandir su negocio mediante franquicias. En julio de 1967 se abrió el primer local franquiciado en East Lansing, y desde ese momento la cifra no dejó de aumentar. Entre otras medidas, la cadena estableció maquinaria industrial para elaborar pizzas con mayor rapidez, encargó cajas gruesas para evitar que el producto quedase aplastado, e introdujo una política de reparto novedosa: desde 1973 se garantizaba una pizza gratis si la entrega a domicilio tardaba más de 30 minutos.
A pesar de numerosos contratiempos, Monaghan logró expandir las franquicias de Domino's mediante antiguos empleados y un novedoso programa de formación para franquiciados, The College of Pizzarology. A finales de la década de los años 1970, se habían abierto 280 locales; en 1981 se alcanzaron los 500, y en 1983 se inauguraron las dos primeras pizzerías fuera de los Estados Unidos, una en Winnipeg, Canadá y la otra en Queensland, Australia, para rebasar la cifra de 1000 restaurantes.
En 1988, la empresa inauguró en Bogotá, Colombia su primer establecimiento en un país de habla hispana. Más tarde se extendió a México y Guatemala (1989), Chile (1991), Venezuela (1992), la República Dominicana (1993), Ecuador y el Perú (1995). No se establecieron en España sino hasta 2008, después de que Grupo Zena abandonara su franquiciado de Pizza Hut en favor de Domino's.
Tom Monaghan vendió en 1998 el 93 % de la empresa al fondo de capital riesgo Bain Capital por 1000 millones de dólares. Para entonces, la matriz contaba con más de 7000 establecimientos a nivel mundial.
En 2004, Domino's comenzó a cotizar en la Bolsa de Nueva York. Actualmente, la empresa ha renovado su menú para incluir otros platos de comida rápida como salchichas o pasta.
El 9 de agosto de 2022, Domino's anunció que cerraria todos sus locales en Italia tras 7 años de operación.
El 17 de noviembre de 2022, Domino's desembarca en Montevideo, Uruguay, abriendo el primer restaurante de la cadena en el Cono Sur, y anuncia el objetivo de abrir 20 locales en esta ciudad en los próximos 5 años.

## Productos

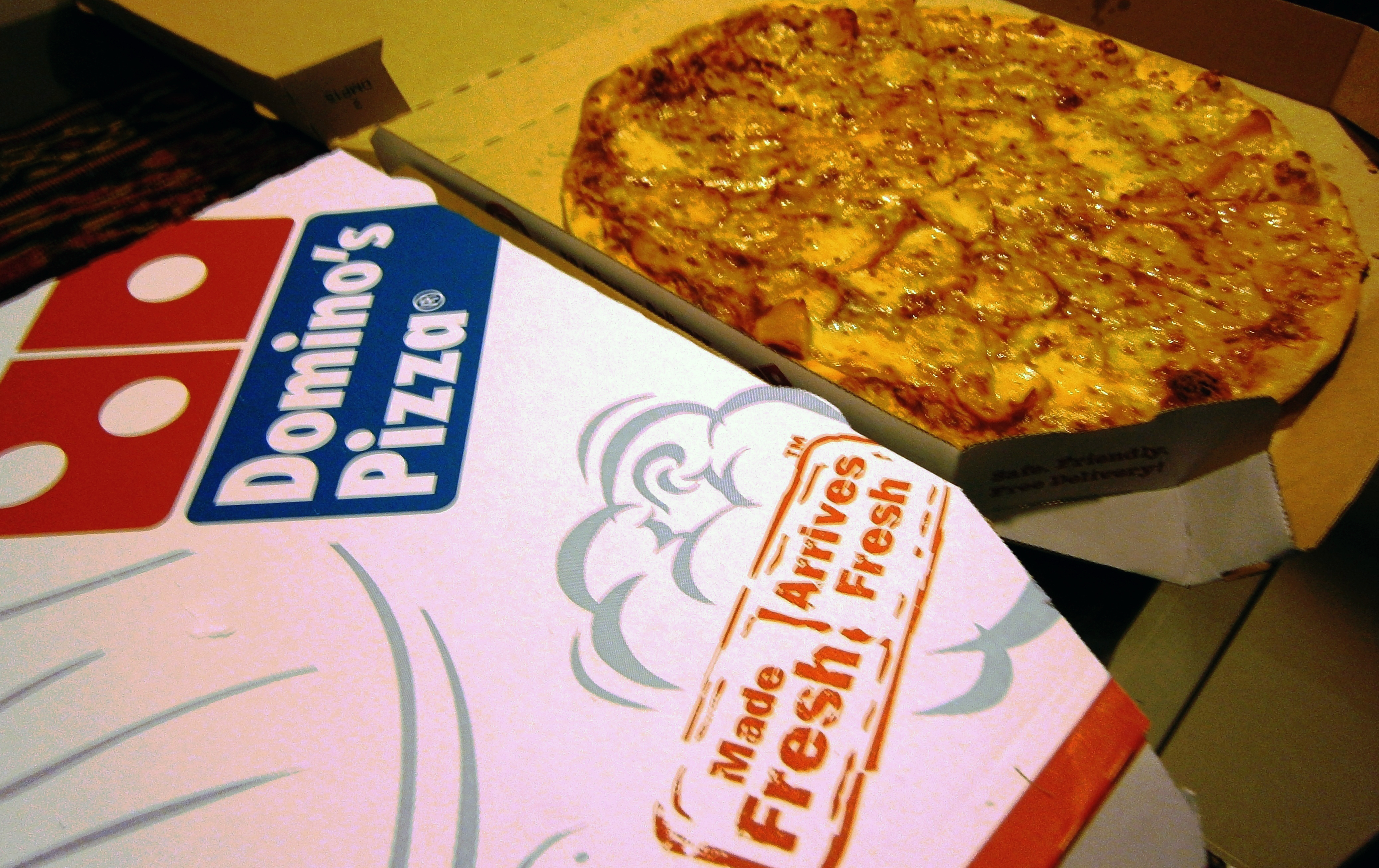
Pizza de Domino's en Malasia.

El producto estrella es la pizza en sus distintas variedades. Domino's se caracterizaba por utilizar una masa común (clásica) al estilo norteamericano, con más queso y grosor que las de estilo italiano. En 1989 introdujo la pizza de masa gruesa (pan pizza) y desde entonces la variedad ha aumentado, incluyéndose masa fina, orilla rellena de queso, masa crujiente rellena de queso crema (double decker) y calzone entre otras. La oferta depende de cada país: en España, las masas con borde relleno incluyen una variedad con queso de cabra. Y en Israel se probó por primera vez una pizza vegana con queso a base de leche de soja.
Las masas vienen preparadas y se amasan en el propio restaurante sobre una bandeja. Después de extender las salsas e ingredientes, la pizza se coloca en un horno automático con el tiempo programado para su correcta cocción. Este método industrial, diferente al de preparación de una pizza tradicional, ha permitido que las franquicias de Domino's pudieran expandirse con rapidez.
Además de pizzas, se ofrecen otros productos. En el apartado de entrantes se puede elegir pan de ajo, alitas de pollo, fingers de mozzarella y postres.
La mayoría de franquicias de Domino's Pizza en Estados Unidos venden bebidas de la franquicia Coca-Cola, algo que no sucede en todos los países.

## Publicidad

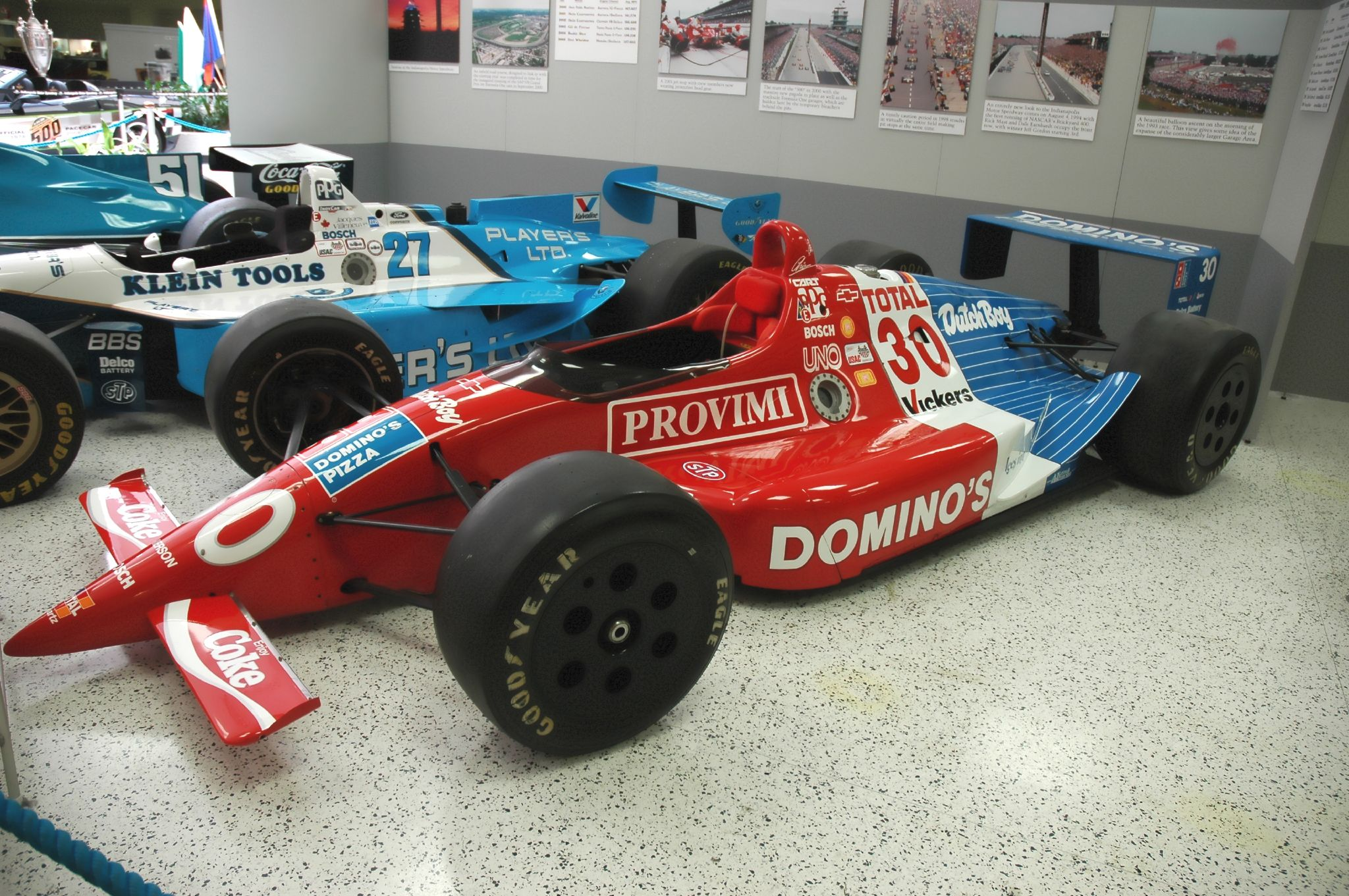
Monoplaza de Arie Luyendyk en las 500 Millas de Indianápolis de 1990.

En 1973, Domino's Pizza introdujo por primera vez una garantía a nivel nacional para los clientes: si no se les entregaba la pizza a domicilio en menos de 30 minutos, la recibirían gratis. A finales de la década de 1980, la medida fue reemplazada por un descuento de tres dólares y cupones de oferta. Aunque esta técnica pretendía garantizar la rapidez del reparto como valor añadido de la empresa, Tom Monaghan tuvo que prescindir de ella en 1993 ante las acusaciones de conducción temeraria de algunos de sus repartidores. En muchos países se ha mantenido como seña de identidad.
El reparto de pizzas se hacía originalmente en coches, aunque la mayoría de los países utilizan motocicletas. Desde entonces la empresa ha desarrollado proyectos para acelerar el reparto, tales como vehículos aéreos no tripulados, robots (DRU), e incluso un coche de Chevrolet, Domino's DXP, que incorpora un horno para mantener las pizzas calientes.
En la década de 1980, Domino's Pizza creó una mascota para los anuncios de televisión de Estados Unidos. «The Noid», un duende rojo malvado y alocado que quería estropear pizzas sin éxito, estaba realizado por animación con plastilina por el estudio de Will Vinton. Aunque dicha mascota ya no está en activo, llegó a protagonizar el videojuego Yo! Noid (1990) y ha sido parodiado en series como Padre de Familia.
Otra seña de identidad han sido los patrocinios de deportes de motor. En 1990 apoyó al equipo Doug Shierson Racing en el Campeonato de Monoplazas de Estados Unidos, por lo que el piloto Arie Luyendyk se proclamó vencedor de las 500 Millas de Indianápolis con un monoplaza con los colores de Domino's. Entre 2003 y 2006 fue uno de los patrocinadores oficiales de la NASCAR, y posteriormente auspició a David Reutimann (Michael Waltrip Racing) en la Copa NASCAR de 2007.

## Restaurantes

Mapa donde se muestra la localización global de Domino's Pizza.

Domino's Pizza cuenta con más de 5700 establecimientos en 73 países, lo que la convierte en la segunda mayor cadena de pizzerías a nivel mundial por detrás de Pizza Hut. Si se suman los restaurantes Domino's que legalmente pertenecen a otras empresas franquiciadoras, la cifra asciende a 11 000 tiendas.
La sede central se encuentra en Ann Arbor, Míchigan (Estados Unidos). El primer local fue la pizzería Dominick's de Ypsilanti que los hermanos Monaghan compraron el 10 de junio de 1960, fecha oficial de fundación. Desde entonces, tan solo en Estados Unidos se han abierto más de 2800 locales (5076 si se suman los franquiciados).
Hay tres empresas que han adquirido acuerdos de franquicia principal a nivel mundial:
- Domino's Pizza Group es una filial británica que opera en la Bolsa de Londres y tiene los derechos exclusivos de gestión, apertura y franquiciados en Reino Unido, Irlanda, Alemania, Suiza, Liechtenstein y Luxemburgo. Es la franquiciadora de Domino's más rentable a nivel mundial y posee 860 establecimientos.
- Domino's Pizza Enterprises es una filial australiana que posee los derechos de Domino's en Australia, Nueva Zelanda, Francia, Bélgica y Países Bajos. La empresa se instaló en Australia en 1983 y, tras una serie de altibajos, fue adquirida en 1993 por otra empresa local, Silvio’s Pizza que, dos años más tarde, renombró todos sus locales con la marca norteamericana.
- Jubilant FoodWorks es una compañía india que posee los derechos en India, Nepal, Bangladés y Sri Lanka. Después de Estados Unidos, la India es el país con mayor presencia de la multinacional, más de 1000 restaurantes en total.

## Controversia
Domino's Pizza tuvo que afrontar un juicio en 1975 frente a la azucarera Amstar Corporation, fabricante del azúcar Dominó, por presunta violación de los derechos de marca. Aunque el pleito duró un lustro y se llegaron a barajar nombres alternativos como Pizza Dispatch, un tribunal de Nueva Orleans falló finalmente a favor de la pizzería y ésta pudo mantener su marca.
En febrero del 2015, Domino's Pizza anunció el cierre temporal de todos sus restaurantes en Perú, tras conocerse que algunos locales presentaban problemas de insalubridad. Los propios empleados llegaron a denunciar la situación. La empresa reconoció públicamente que «somos pizzeros, no comunicadores». La situación no fue solucionada sino hasta agosto de 2016, con la reapertura de una sucursal en el Distrito de Miraflores. Este acontecimiento se estudió académicamente como ejemplo de la comunicación de la empresa a los consumidores en situaciones críticas.